# Spirit in the System
Spirit in the System è il secondo album in studio del gruppo musicale britannico The Qemists, pubblicato il 7 luglio 2010 dalla Ninja Tune.

## Tracce
1. Take It Back (feat. Enter Shikari) – 4:20
2. Hurt Less (feat. Jenna G) – 5:12
3. Dirty Words (feat. Matt Rose & Bruno Balanta) – 3:38
4. Renegade (feat. Maxsta & MC I.D.) – 3:41
5. Fading Halo (Chantal Brown) – 4:53
6. The Only Love Song (feat. MC I.D.) – 4:54
7. Life's Too Short (feat. Chantal Brown) – 3:33
8. Apocalypse (feat. Robin Hawkins) – 4:28
9. Bones (feat. Kellermensch) – 4:12
10. Your Revolution (feat. Matt Rose) – 5:00

Traccia bonus nell'edizione giapponese
1. Affliction – 3:49

CD bonus nell'edizione Album & Instrumentals
1. Tomcat – 3:56
2. Planet Terror – 3:52
3. Renegade (VIP Mix) (Instrumental) – 5:04
4. Your Revolution (Reso Remix) – 5:36
5. Renegade (J Majik and Wickaman Remix) (Instrumental) – 5:14
6. Take It Back (Instrumenta) – 4:28
7. Hurt Less (Instrumental) – 5:21
8. Dirty Words (Instrumental) – 3:45
9. Renegade (Instrumental) – 3:45
10. Fading Halo (Instrumental) – 4:57
11. The Only Love Song (Instrumental) – 5:01
12. Life's Too Short (Instrumental) – 3:34
13. Apocalypse (Instrumental) – 4:32
14. Bones (Instrumental) – 4:18
15. Your Revolution (Instrumental) – 5:05
16. Don't Lose It (Instrumental) – 4:36

## Formazione
The Qemists
- Dan Arnold – basso, tastiera, sintetizzatore
- Liam Black – chitarra, tastiera, sintetizzatore
- Leon Harris – batteria

Altri musicisti
- Rou Reynolds − voce in Take It Back
- Rory Clewlow − chitarra in Take It Back
- Jenna G − voce in Hurt Less
- Matt Rose − voce in Dirty Words e Your Revolution
- Bruno Balanta − voce in Dirty Words
- Maxsta − voce in Renegade
- Chantal Brown − voce in Fading Halo e Life's Too Short
- MC I.D. − voce in Renegade e The Only Love Song
- Robin Hawkins − voce in Apocalypse
- Sebastian Wolff − voce in Bones
- Michael Salmon − pianoforte

Produzione
- The Qemists – produzione, ingegneria del suono
- Harry Barnard − produzione addizionale in Take It Back e Renegade
- Kellermensch – produzione addizionale in Bones
- Beau Thomas − mastering